# Fianna Éireann

A bandeira de sunburst, um símbolo do Fianna Éireann

O nome Fianna Éireann, também escrito Fianna na hÉireann e Na Fianna Éireann (Irlandês: "Soldados da Ireland" ou "Guerreiros da Irlanda", nomeado a partir da personagem mitológica Fianna), é utilizado por diversos grupos republicanos movimentos de jovens ao longo dos séculos XX e XXI. "Fianna na hEireann"  [sic] é actualmente proscrito pela lista de grupos terroristas do Reino Unido através do Terrorism Act (2000).